# أ. تشارلز بيلي
أ. تشارلز بيلي هو شخصية أعمال كندي، ولد في 20 ديسمبر 1939.